# Franz von Krenner
Franz de Paula Krenner, ab 1792 Edler von Krenner, (auch Franz von Paula Krenner; * 24. Dezember 1762 in München; † 27. September 1819 ebenda) war ein bayerischer Staatsmann und Historiker.

## Leben
Franz Krenner, Sohn eines Hofkammerrates, schloss 1776 das Münchner Gymnasium ab und studierte ab Dezember 1779 Rechtswissenschaft an der Universität Ingolstadt. Wohl in dieser Zeit wurde er Mitglied des Illuminatenordens. Im Jahr 1785 wurde er als Sekretär bei der Hofkammer in München eingesetzt. Noch im selben Jahr erfolgte die Ernennung zum Wirklichen Hofkammerrat sowie zum beigeordneten Hofanlagsbuchhalter. 1786 wurde er außerdem zum Fiskal ernannt. In dieser Funktion begann er damit, Churbaiern neu zu kartographieren. Nach Ende des Reichsvikariats erhob man ihn zusammen mit seinem Bruder Johann Nepomuk Gottfried von Krenner in den erblichen Adelstand sowie in die Reichsritterschaft.
Krenner wurde 1799 Geheimer Referendar im Finanzministerium. Nachdem er zuvor schon in der sogenannten Schuldenwerkstilgungscommission tätig gewesen war, bekam er nun deren Hauptkasse unterstellt. 1808 erhielt er den Geheimratstitel verliehen. Seine Laufbahn gipfelte in der Ernennung 1813 zum fungierenden und schließlich 1817 zum wirklichen Generaldirektor des Finanzministeriums. Als solcher wurde er bei dessen Errichtung zum Bayerischen Staatsrat als Staatsrat im ordentlichen Dienst eingesetzt. 
Krenner war sowohl einer der führenden Beamten bei der Umsetzung der Reformen von Maximilian von Montgelas als auch ein prominenter Befürworter der Verfassungsreform in Bayern. Er besaß außerdem eine sehr große Bibliothek, die neben einem juristischen Teil, auch eine 2900 Bände umfassende Sammlung erotischer Literatur umfasste. Sie wurde nach dem Tod Krenners 1819 für 4000 fl. von der Königlichen Staatsbibliothek in München angekauft. Dort wurde sie gesondert und verschlossen eingelagert. Das von Hugo Hayn verfasste und 1889 in Berlin erschienene Werk „Bibliotheca erotica et curiosa Monacensis“ beruhte hauptsächlich auf dieser Sammlung.
Krenner wurde von den Ministern sowie dem bayerischen König geschätzt und vielfältig für seine Verdienste geehrt. Er war Ritter und ab 1810 Kommandeur des Verdienstordens der Bayerischen Krone sowie ab 1818 Ehrenmitglied der Bayerischen Akademie der Wissenschaften. Außerdem wurde 1956 der Krennerweg in München-Solln nach ihm und seinem älteren Bruder benannt.
1811 erwarb Krenner am Ostufer des Starnberger Sees ein Grundstück und erbaute darauf um 1816 ein kleines Sommerhaus aus Holz. Er war damit der erste Münchner Bürger, der den Starnberger See als Naherholungsgebiet entdeckte. Das Grundstück ging später in den Besitz des mit Krenner befreundeten Sängers Joseph Leoni über, der dort ein Gasthaus eröffnete und dem Ort seinen heutigen Namen Leoni gab.

## Schriften
Krenner verfasste eine Vielzahl an statistischen Aufsätzen. Daneben erschienen von ihm unter anderen:
- Baierischer Finanz-Zustand in den Jahren 1777, 1792, 1798, 1799 und 1800, Hübschmann, München 1803.
- als Hrsg.: Baierische Landtags-Handlungen in den Jahren 1429 bis 1513. 18 Bände. Hübschmann, München 1803–1805.
- Der Landtag im Herzogthum Baiern Landtagshandlungen der Jahre 1514 bis 1669, 9 Bände, Hübschmann, München 1803–1807.